# Mayco Vivas
Mayco Vivas (n. Rafaela, 2 de junio de 1998) es un jugador argentino de rugby que se desempeña como jugador de Gloucester Rugby. Su posición es la de pilar.
Ha sido convocado en varias oportunidades para formar parte de Los Pumas habiendo también participado anteriormente en Los Pumitas. Inició su formación en el rugby jugando para el CRAR (Círculo Rafaelino de Rugby) y para Atlético del Rosario.

## Clubes
| Club                 | País       | Tipo        | Referencia  |
| -------------------- | ---------- | ----------- | ----------- |
| CRAR Rafaela         | Argentina  | Amateur     | [ 7 ]       |
| Atlético del Rosario | Argentina  | Amateur     | [ 6 ]       |
| Jaguares             | Argentina  | Profesional | [ 8 ] [ 9 ] |
| Gloucester Rugby     | Inglaterra | Profesional | [ 10 ]      |

## Distinciones
- Deportista rafaelino del año - 2018[11]

- Deportista rafaelino del año - 2019

## Participaciones en Copas del Mundo
| Mundial                       | Sede    | Resultado      | PJ | Tries |
| ----------------------------- | ------- | -------------- | -- | ----- |
| Copa Mundial de Rugby de 2019 | Japón   | Fase de grupos | 4  | 0     |
| Copa Mundial de Rugby de 2023 | Francia | 4.º puesto     | 2  | 0     |